# Klein’s Backstube

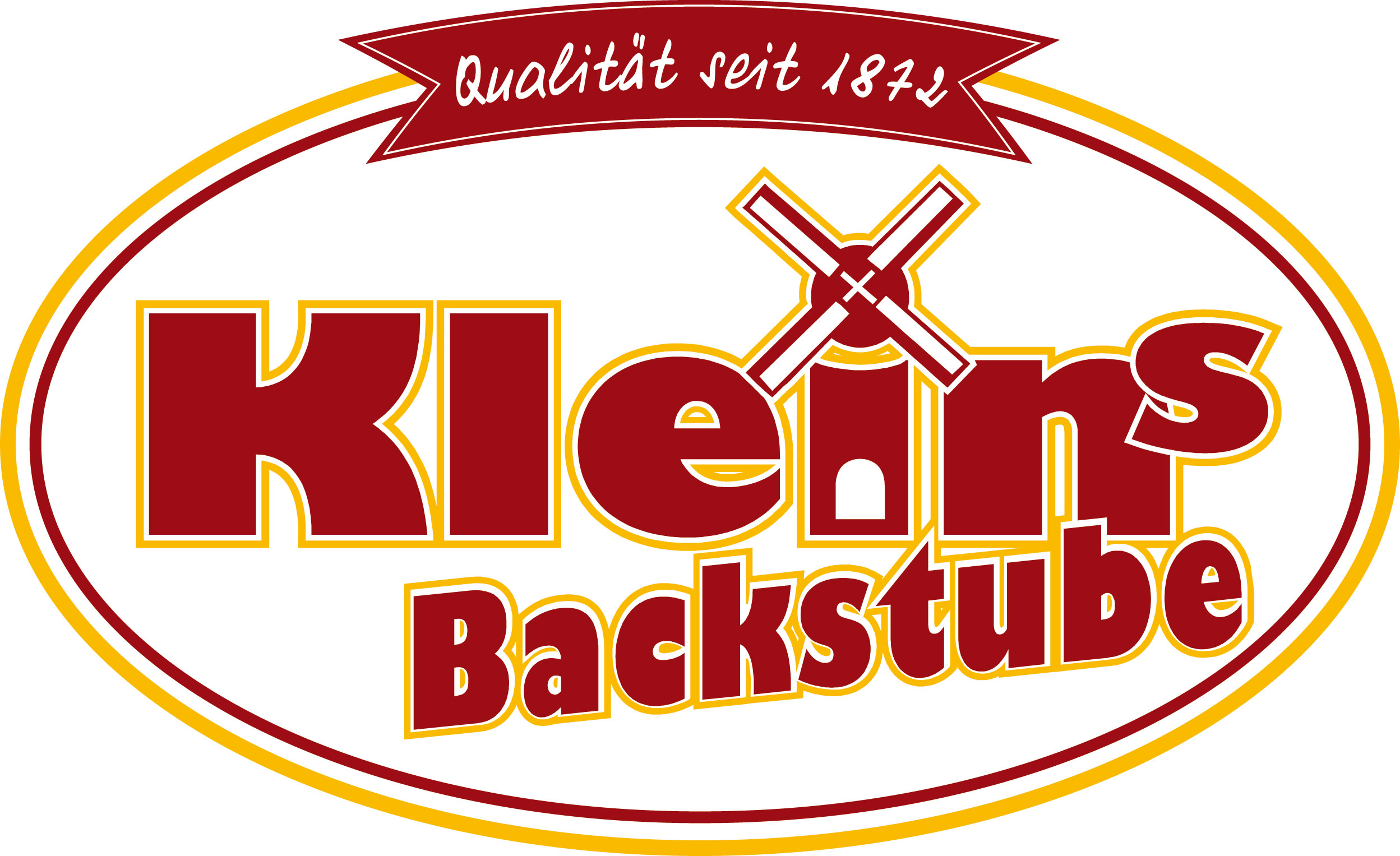
Firmenlogo

Klein’s Backstube (voller Name Stadtbäckerei Hürth Klein’s Backstube GmbH) ist eine Großbäckerei in Hürth im Rhein-Erft-Kreis (Nordrhein-Westfalen).
Die Bäckerei hat über 90 Filialen im Raum Köln und den Kreisen Rhein-Erft-Kreis, Leverkusen, Rheinisch-Bergischer Kreis, Kreis Euskirchen und Kreis Düren.
Laut Bundesanzeiger hatte das Unternehmen 2010 insgesamt 694 Beschäftigte bei einem Rohertrag von 20,5 Millionen Euro.

## Geschichte
1872 gründete Franz Klein in Hürth-Kendenich eine Bäckerei. Nach dem Zweiten Weltkrieg und dem Wiederaufbau im Ortsteil Stotzheim wurde eine „Ausfahrbäckerei“ aufgebaut. Man lieferte frisches Brot und Brötchen. 1970 wurde die erste Zweigstelle in Hürth-Efferen aufgemacht. 1988 wurde im Gewerbegebiet Hürth-Kalscheuren auf etwa 10.000 Quadratmetern eine neue Bäckerei gebaut. Das Filialnetz von damals zehn wurde ständig erweitert. Das Unternehmen wurde im Jahre 2000 für die Bereiche Entwicklung, Produktion, Versand und Vertrieb nach ISO 9001 zertifiziert. Willi-Heinz Klein erhielt 2000 den „Wirtschaftspreis der Stadt Hürth“ für sein Lebenswerk. 1995 trat die vierte Generation verantwortlich in das Geschäft ein.
Die meisten Filialen betreiben auch ein angeschlossenes Café.